# Шарла (приток Большого Кинеля)
Шарла — река в России, протекает по Похвистневскому району Самарской области. Устье реки находится в 188 километрах от устья по правому берегу реки Большой Кинель. Длина реки — 15 километров, площадь водосборного бассейна — 87 км².
Притоки — Токал и Муллыелгасы.
Название произошло от тюркского слова шар (болото, проточное болото).

## Данные водного реестра
По данным государственного водного реестра России относится к Нижневолжскому бассейновому округу, водохозяйственный участок реки — Большой Кинель от истока и до устья, без реки Кутулук от истока до Кутулукского гидроузла. Речной бассейн реки — Волга от верхнего Куйбышевского водохранилища до впадения в Каспий.
Код объекта в государственном водном реестре — 11010000812112100008210.